# Lunga Marcia 2F
Il Lunga Marcia 2F (in cinese: 长征二号FS, Chángzhēng èrhào FP), conosciuto anche come  LM-2F e  "Shenjian", è il primo lanciatore orbitale del programma spaziale cinese, derivato dal Lunga Marcia 2E, in grado di trasportare degli astronauti a bordo della navetta Shenzhou.

## Storia
Nell'ambito del Progetto 921, la cui prima fase prevedeva lo sviluppo di una navetta in grado di trasportare astronauti, apparve la necessità di un razzo che potesse essere più sicuro degli altri, in quanto avrebbe dovuto garantire l'incolumità delle persone a bordo. Come base di partenza venne preso il Lunga Marcia 2E, che era una versione derivata dal Lunga Marcia 2C, che venne modificato aggiungendo sistemi ridondanti, effettuando piccole modifiche strutturali per poter sostenere il peso della navetta e del fairing più largo e aggiungendo un Launch Escape System. Il primo lancio del Lunga Marcia 2F avvenne il 19 novembre 1999 con a bordo la Shenzhou 1, il primo volo di test della nuova navetta per cui era stato appositamente realizzato il Lunga Marcia 2F. Conclusosi con successo il primo lancio, il razzo successivo volò solamente dopo più di un anno, in quanto avendo un solo carico da trasportare, il quale richiede molta preparazione, non è possibile affrettare di troppo i tempi. Dopo i primi quattro lanci effettuati nell'arco di tre anni con a bordo sempre navette Shenzhou da testare, tutti conclusi con successo, il 15 ottobre 2003 Yang Liwei divenne il primo astronauta cinese a raggiungere lo spazio a bordo di una navetta Shenzhou.

## Cronologia dei lanci
| N° | Data                    | Sito di lancio | Carico                   | Orbita | Taikonauti                               | Esito    | Note |
| -- | ----------------------- | -------------- | ------------------------ | ------ | ---------------------------------------- | -------- | --- |
| 1  | 19 novembre 1999 22:30  | LA-4, Jiuquan  | Shenzhou 1               | LEO    | Nessuno                                  | Riuscito | Primo volo automatico della Shenzhou.                                                                                  |
| 2  | 9 gennaio 2001 17:00    | LA-4, Jiuquan  | Shenzhou 2               | LEO    | Nessuno                                  | Riuscito | Secondo volo automatico della Shenzhou.                                                                                |
| 3  | 25 marzo 2002 14:15     | LA-4, Jiuquan  | Shenzhou 3               | LEO    | Nessuno                                  | Riuscito | Terzo volo automatico della Shenzhou.                                                                                  |
| 4  | 29 dicembre 2002 16:40  | LA-4, Jiuquan  | Shenzhou 4               | LEO    | Nessuno                                  | Riuscito | Quarto volo automatico della Shenzhou.                                                                                 |
| 5  | 15 ottobre 2003 01:00   | LA-4, Jiuquan  | Shenzhou 5               | LEO    | Yang Liwei                               | Riuscito | Primo volo spaziale con a bordo un uomo del programma spaziale cinese.                                                 |
| 6  | 12 ottobre 2005 01:00   | LA-4, Jiuquan  | Shenzhou 6               | LEO    | Fei Junlong Nie Haisheng                 | Riuscito | Secondo volo spaziale con equipaggio, il primo con due astronauti.                                                     |
| 7  | 25 settembre 2008 13:10 | LA-4, Jiuquan  | Shenzhou 7               | LEO    | Jing Haipeng Liu Boming Zhai Zhigang     | Riuscito | Primo volo spaziale con tre astronauti e il primo in cui viene eseguita un'attività extraveicolare.                    |
| 8  | 29 settembre 2011 13:16 | LA-4, Jiuquan  | Tiangong 1               | LEO    | Nessuno                                  | Riuscito | Primo laboratorio orbitale cinese. Il Lunga Marcia 2F ha volato nella configurazione 2F/G con un'ogiva più larga.      |
| 9  | 31 ottobre 2011 21:58   | LA-4, Jiuquan  | Shenzhou 8               | LEO    | Nessuno                                  | Riuscito | Volo automatico per testare il rendezvous con il Tiangong 1.                                                           |
| 10 | 16 giugno 2012 10:37    | LA-4, Jiuquan  | Shenzhou 9               | LEO    | Jing Haipeng Liu Wang Liu Yang           | Riuscito | Tre astronauti eseguono per la prima volta il rendezvous e l'aggancio con il Tiangong 1.                               |
| 11 | 11 giugno 2013 09:38    | LA-4, Jiuquan  | Shenzhou 10              | LEO    | Nie Haisheng Wang Yaping Zhang Xiaoguang | Riuscito | Tre astronauti eseguono il rendezvous e l'aggancio con il Tiangong 1.                                                  |
| 12 | 15 settembre 2016 14:04 | LA-4, Jiuquan  | Tiangong 2               | LEO    | Nessuno                                  | Riuscito | Secondo laboratorio orbitale cinese, lanciato nella variante 2F/T.                                                     |
| 13 | 16 ottobre 2016 23:30   | LA-4, Jiuquan  | Shenzhou 11              | LEO    | Chen Dong Jing Haipeng                   | Riuscito | Due astronauti eseguono il rendezvous e l'aggancio con il Tiangong 2 per la prima missione di durata pari a 30 giorni. |
| 14 | 4 Settembre 2020        | LA-4 Jiuquan   | Spazioplano sperimentale | LEO    | Nessuno                                  | Riuscito | Volo di prova di uno spazioplano senza equipaggio, è stata utilizzata la versione 2F/T.                                |